# Patrimoni dell'umanità della Spagna
I patrimoni dell'umanità della Spagna sono i siti dichiarati dall'UNESCO come patrimonio dell'umanità in Spagna, la quale è divenuta parte contraente della Convenzione sul patrimonio dell'umanità il 4 maggio 1982.
Al 2023 i siti iscritti nella Lista dei patrimoni dell'umanità sono cinquanta, mentre trenta sono le candidature per nuove iscrizioni. I primi cinque siti spagnoli sono stati iscritti nella lista nel 1984, durante l'ottava sessione del comitato del patrimonio mondiale. Gli altri siti furono aggiunti nel 1985 (cinque), 1986 (quattro), 1987, 1988, 1991, 1993 (tre), 1994, 1996 (due), 1997 (quattro), 1998 (due), 1999 (due), 2000 (cinque), 2001, 2003, 2006, 2007, 2009, 2010, 2011, 2012, 2016, 2017, 2018, 2019, 2021 e 2023. Quarantaquattro siti sono considerati culturali, secondo i criteri di selezione, quattro naturali e due misti; quattro sono parte di siti transnazionali.

## Siti del Patrimonio mondiale
| Foto | Sito                                                                                      | Luogo | Comunità autonoma                                                                          | Tipo                               | Anno      | Descrizione |
| ---- | ----------------------------------------------------------------------------------------- | --- | ------------------------------------------------------------------------------------------ | ---------------------------------- | --------- | --- |
|      | Cattedrale di Burgos                                                                      | Burgos | Castiglia e León                                                                           | Culturale (316; ii, iv, vi)        | 1984      | Nostra Signora di Burgos fu iniziata nel XIII secolo contemporaneamente alle grandi cattedrali dell'Île-de-France e fu completata nel XV e XVI secolo. L'intera storia dell'arte gotica è riassunta nella sua superba architettura e nella sua collezione unica di opere d'arte, tra cui dipinti, stalli del coro, guglie, tombe e vetrate. |
|      | Monastero e sito dell'Escorial, Madrid                                                    | San Lorenzo de El Escorial | Comunità di Madrid                                                                         | Culturale (318; i, ii, iv)         | 1984      | Costruito alla fine del XVI secolo su un piano a forma di griglia, strumento del martirio di San Lorenzo, il Monastero dell'Escorial si trova in un sito di eccezionale bellezza in Castiglia. La sua architettura austera, una rottura con gli stili precedenti, ha avuto una notevole influenza sull'architettura spagnola per più di mezzo secolo. Fu il luogo di ritiro di un re mistico e divenne, negli ultimi anni del regno di Filippo II, il centro del più grande potere politico dell'epoca. |
|      | Centro storico di Cordova                                                                 | Cordova | Andalusia                                                                                  | Culturale (313; i, ii, iii, iv)    | 1984-1994 | Il periodo di massima gloria di Cordova iniziò nell'VIII secolo dopo la conquista moresca, quando furono costruiti circa 300 moschee e innumerevoli palazzi ed edifici pubblici per rivaleggiare con gli splendori di Costantinopoli, Damasco e Baghdad. Nel XIII secolo, sotto Ferdinando III il Santo, la Grande moschea di Cordova fu trasformata in una cattedrale e furono erette nuove strutture difensive, in particolare l'Alcázar de los Reyes Cristianos e la Torre Fortaleza de la Calahorra. |
|      | Alhambra, Generalife e Albayzín, Granada                                                  | Granada | Andalusia                                                                                  | Culturale (314; i, iii, vi)        | 1984-1994 | Al di sopra della moderna città bassa, l'Alhambra e l'Albaycín, situate su due colline adiacenti, formano la parte medievale di Granada. A est della fortezza e della residenza dell'Alhambra si trovano i magnifici giardini del Generalife, l'antica residenza rurale degli emiri che governarono questa parte della Spagna nel XIII e XIV secolo. Il quartiere residenziale dell'Albaycín è un ricco deposito di architettura vernacolare moresca, in cui l'architettura tradizionale andalusa si fonde armoniosamente. |
|      | Opere di Antoni Gaudí                                                                     | Barcellona, Santa Coloma de Cervelló | Catalogna                                                                                  | Culturale (320; i, ii, iv)         | 1984-2005 | Sette proprietà costruite dall'architetto Antoni Gaudí (1852-1926) a Barcellona o nelle vicinanze testimoniano l'eccezionale contributo creativo di Gaudí allo sviluppo dell'architettura e della tecnologia edilizia tra la fine del XIX e l'inizio del XX secolo. Questi monumenti rappresentano uno stile eclettico, oltre che molto personale, a cui è stato dato libero sfogo nella progettazione dei giardini, nella scultura e in tutte le arti decorative, nonché nell'architettura. I sette edifici sono: Parco Güell, Palazzo Güell, Casa Milà, Casa Vicens, il lavoro di Gaudí sulla facciata della Natività e la cripta della Sagrada Família, Casa Batlló e Cripta della Colonia Güell. |
|      | Città vecchia di Segovia e il suo acquedotto                                              | Segovia | Castiglia e León                                                                           | Culturale (311; i, iii, iv)        | 1985      | L'acquedotto romano di Segovia, probabilmente costruito intorno al 50 d.C., è straordinariamente ben conservato. Questa imponente costruzione, con i suoi due ordini di archi, fa parte dell'ambientazione della magnifica città storica di Segovia. Altri monumenti importanti includono l'Alcázar, iniziato intorno all'XI secolo, e la cattedrale gotica del XVI secolo. |
|      | Santiago di Compostela (città vecchia)                                                    | Santiago di Compostela | Galizia                                                                                    | Culturale (347; i, ii, vi)         | 1985      | Questo famoso luogo di pellegrinaggio nel nord-ovest della Spagna è diventato un simbolo nella lotta dei cristiani spagnoli contro l'Islam. Distrutta dai musulmani alla fine del X secolo, fu completamente ricostruita nel secolo successivo. Con i suoi edifici romanici, gotici e barocchi, il centro storico di Santiago è una delle aree urbane più belle del mondo. I monumenti più antichi sono raggruppati intorno alla tomba di San Giacomo e alla cattedrale, che contiene il notevole Pórtico de la Gloria. |
|      | Città vecchia di Avila con le sue chiese fuori le mura                                    | Avila | Castiglia e León                                                                           | Culturale (348; iii, iv)           | 1985      | Fondata nell'XI secolo per proteggere i territori spagnoli dai Mori, questa "Città dei Santi e delle Pietre", luogo di nascita di Santa Teresa e luogo di sepoltura del Grande Inquisitore Torquemada, ha mantenuto la sua austerità medievale. Questa purezza di forma è ancora visibile nella cattedrale gotica e nelle fortificazioni che, con le loro 82 torri semicircolari e nove porte, sono le più complete di Spagna. |
|      | Monumenti di Oviedo e del Regno delle Asturie                                             | Asturie | Asturie                                                                                    | Culturale (312; i, ii, iv)         | 1985-1998 | Nel IX secolo la fiamma del cristianesimo era mantenuta viva nella penisola iberica nel minuscolo regno delle Asturie. Qui è stato creato uno stile architettonico preromanico innovativo che avrebbe avuto un ruolo significativo nello sviluppo dell'architettura religiosa della penisola. I suoi risultati più alti si possono vedere nelle chiese di Santa María del Naranco, San Miguel de Lillo, Santa Cristina de Lena, Cámara Santa e San Julián de los Prados, dentro e intorno all'antica capitale Oviedo. Ad essi è associata la notevole struttura di ingegneria idraulica contemporanea nota come La Foncalada. |
|      | Grotta di Altamira e arte rupestre paleolitica della Spagna settentrionale                | Asturie, Cantabria, Paesi Baschi | Asturie, Cantabria, Paesi Baschi                                                           | Culturale (310; i, iii)            | 1985-2008 | Diciassette grotte decorate del Paleolitico sono state iscritte come estensione della Grotta di Altamira, iscritta nel 1985. La proprietà rappresenta l'apogeo dell'arte rupestre paleolitica che si sviluppò in tutta Europa, dagli Urali alla penisola iberica, dal 35.000 all'11.000 a.C. A causa delle loro gallerie profonde, isolate dalle influenze climatiche esterne, queste grotte sono particolarmente ben conservate. Le grotte sono iscritte come capolavori del genio creativo e come la prima arte realizzata dall'umanità. Sono anche iscritti come testimonianze eccezionali di una tradizione culturale e come eccezionali illustrazioni di una fase significativa della storia umana. |
|      | Città storica di Toledo                                                                   | Toledo | Castiglia-La Mancia                                                                        | Culturale (379; i, ii, iii, iv)    | 1986      | Essendo stata in successione un municipium romano, la capitale del regno visigoto, una fortezza dell'Emirato di Cordova, un avamposto dei regni cristiani che combattono i Mori e, nel XVI secolo, la sede temporanea del potere supremo sotto Carlo V, Toledo è il deposito di oltre 2000 anni di storia. I suoi capolavori sono il prodotto di civiltà eterogenee in un ambiente in cui l'esistenza di tre grandi religioni - giudaismo, cristianesimo e islam - era un fattore importante. |
|      | Parco nazionale di Garajonay                                                              | La Gomera | Isole Canarie                                                                              | Naturale (380; vii, ix)            | 1986      | La laurisilva copre circa il 70% di questo parco, situato al centro dell'isola di La Gomera, nell'arcipelago delle Isole Canarie. La presenza di sorgenti e numerosi torrenti assicura una vegetazione lussureggiante simile a quella del Terziario, che, a causa dei cambiamenti climatici, è in gran parte scomparsa dall'Europa meridionale. |
|      | Città vecchia di Cáceres                                                                  | Cáceres | Estremadura                                                                                | Culturale (384; iii, iv)           | 1986      | La storia della città con battaglie tra mori e cristiani si riflette nella sua architettura, che è una miscela di stili romano, islamico, gotico settentrionale e rinascimentale italiano. Delle circa 30 torri del periodo musulmano, la Torre del Bujaco è la più famosa. |
|      | Architettura mudéjar d'Aragona                                                            | Calatayud, Cervera de la Cañada, Saragozza, Teruel, Tobed | Aragona                                                                                    | Culturale (378; iv)                | 1986-2001 | Lo sviluppo nel XII secolo dell'arte mudéjar in Aragona è il risultato delle particolari condizioni politiche, sociali e culturali che hanno prevalso in Spagna dopo la Reconquista. Quest'arte, influenzata dalla tradizione islamica, riflette anche vari stili europei contemporanei, in particolare il gotico. Presente fino agli inizi del XVII secolo, è caratterizzato da un uso estremamente raffinato e inventivo del mattone e delle piastrelle smaltate in architettura, soprattutto nei campanili. |
|      | Cattedrale, Alcázar e Archivo de Indias a Siviglia                                        | Siviglia | Andalusia                                                                                  | Culturale (383; i, ii, iii, vi)    | 1987      | Insieme, questi tre edifici formano un notevole complesso monumentale nel cuore di Siviglia. La cattedrale e l'Alcázar - datati dalla Reconquista del 1248 al XVI secolo e intrise di influenze moresche - sono una testimonianza eccezionale della civiltà degli Almohadi e dell'Andalusia cristiana. Il minareto della Giralda è il capolavoro dell'architettura almohade. Sorge accanto alla cattedrale con le sue cinque navate; l'edificio gotico più grande d'Europa, ospita la tomba di Cristoforo Colombo. L'antica Lonja, che divenne l'Archivo de Indias, contiene preziosi documenti dagli archivi delle colonie nelle Americhe. |
|      | Città vecchia di Salamanca                                                                | Salamanca | Castiglia e León                                                                           | Culturale (381; i, ii, iv)         | 1988      | Questa antica città universitaria a nord-ovest di Madrid fu conquistata per la prima volta dai Cartaginesi nel III secolo a.C. Divenne poi un insediamento romano prima di essere governato dai Mori fino all'XI secolo. L'università, una delle più antiche d'Europa, raggiunse il suo apice durante l'età d'oro di Salamanca. Il centro storico della città presenta importanti monumenti romanici, gotici, moreschi, rinascimentali e barocchi. La Plaza Mayor, con le sue gallerie e portici, è particolarmente impressionante. |
|      | Monastero di Poblet                                                                       | Vimbodí i Poblet | Catalogna                                                                                  | Culturale (518; i, iv)             | 1991      | Questa abbazia cistercense della Catalogna è una delle più grandi della Spagna. Al centro si trova una chiesa del XII secolo. L'austero e maestoso monastero, che ha una residenza reale fortificata e contiene il pantheon dei re di Catalogna e Aragona, è uno spettacolo impressionante. |
|      | Insieme archeologico di Mérida                                                            | Mérida | Estremadura                                                                                | Culturale (664; iii, iv)           | 1993      | La colonia di Augusta Emerita, che divenne l'attuale Mérida in Estremadura, fu fondata nel 25 a.C. alla fine della campagna spagnola e fu la capitale della Lusitania. I resti ben conservati della città vecchia comprendono, in particolare, un grande ponte sul Guadiana, un anfiteatro, un teatro, un vasto circo e un eccezionale sistema di approvvigionamento idrico. È un ottimo esempio di capoluogo romano di provincia durante l'impero e negli anni successivi. |
|      | Monastero reale di Santa Maria di Guadalupe                                               | Guadalupe | Estremadura                                                                                | Culturale (665; iv, vi)            | 1993      | Il monastero è un eccezionale deposito di quattro secoli di architettura religiosa spagnola. Simboleggia due eventi significativi nella storia del mondo avvenuti nel 1492: la riconquista della penisola iberica da parte dei re cattolici e l'arrivo di Cristoforo Colombo nelle Americhe. La sua famosa statua della Vergine divenne un potente simbolo della cristianizzazione di gran parte del Nuovo Mondo. |
|      | Cammini di Santiago di Compostela: Camino Francés e itinerari della Spagna settentrionale | Aragona, Asturie, Cantabria, Castiglia e León, Galizia, La Rioja, Navarra, Paesi Baschi | Aragona, Asturie, Cantabria, Castiglia e León, Galizia, La Rioja, Navarra, Paesi Baschi    | Culturale (669; ii, iv, vi)        | 1993-2015 | Una rete di quattro vie di pellegrinaggio cristiane nel nord della Spagna, il sito è un'estensione del Cammino di Santiago di Compostela, un sito seriale iscritto nella Lista del Patrimonio Mondiale nel 1993. L'estensione rappresenta una rete di quasi 1 500 km: le vie costiera, interna dei Paesi Baschi – La Rioja, Liébana e primitiva. Comprende un patrimonio architettonico di importanza storica creato per soddisfare le esigenze dei pellegrini, comprese cattedrali, chiese, ospedali, ostelli e persino ponti. L'estensione comprende alcune delle prime vie di pellegrinaggio a Santiago di Compostela, in seguito alla scoperta nel IX secolo di una tomba ritenuta quella di San Giacomo il Maggiore. |
|      | Parco nazionale di Doñana                                                                 | Provincia di Huelva, Provincia di Siviglia | Andalusia                                                                                  | Naturale (685; vii, ix, x)         | 1994-2005 | Il Parco nazionale di Doñana in Andalusia occupa la riva destra del fiume Guadalquivir nel suo estuario sull'Oceano Atlantico. Si distingue per la grande diversità dei suoi biotopi, in particolare lagune, paludi, dune fisse e mobili, macchia boschiva e macchia mediterranea. Ospita cinque specie di uccelli minacciate, è una delle più grandi aironerie della regione mediterranea e ogni anno è il sito di svernamento per oltre 500 000 uccelli acquatici. |
|      | Storica città murata di Cuenca                                                            | Cuenca | Castiglia-La Mancia                                                                        | Culturale (781; ii, v)             | 1996      | Costruita dai Mori in una posizione difensiva nel cuore del Califfato di Cordova, Cuenca è una città fortificata medievale insolitamente ben conservata. Conquistata dai castigliani nel XII secolo, divenne una città reale e vescovile dotata di importanti edifici, come la prima cattedrale gotica della Spagna e le famose casas colgadas (case sospese), costruite a strapiombo sul fiume Huécar. Sfruttando appieno la sua posizione, la città domina la magnifica campagna. |
|      | Lonja de la Seda di Valencia                                                              | Valencia | Comunità Valenciana                                                                        | Culturale (782; i, iv)             | 1996      | Costruito tra il 1482 e il 1533, questo gruppo di edifici era originariamente utilizzato per il commercio della seta (da cui il nome, Borsa della Seta) ed è sempre stato un centro di commercio. È un capolavoro dell'architettura tardo gotica. La grandiosa Sala de Contratación, in particolare, illustra il potere e la ricchezza di una grande città mercantile del Mar Mediterraneo nel XV e XVI secolo. |
|      | Las Médulas                                                                               | Borrenes, Carucedo, Puente de Domingo Flórez | Castiglia e León                                                                           | Culturale (803; i, ii, iii, iv)    | 1997      | Nel I secolo d.C. le autorità imperiali romane iniziarono a sfruttare i giacimenti auriferi di questa regione nel nord-ovest della Spagna, utilizzando una tecnica basata sull'energia idraulica. Dopo due secoli di lavorazione dei giacimenti, i romani si ritirarono lasciando un paesaggio devastato. Poiché non ci fu alcuna attività industriale successiva, le tracce drammatiche di questa straordinaria tecnologia antica sono visibili ovunque come nudi burroni a picco sui fianchi delle montagne e vaste aree di materiali di risulta, ora utilizzate per l'agricoltura. |
|      | Palau de la Música Catalana e ospedale di Sant Pau, Barcellona                            | Barcellona | Catalogna                                                                                  | Culturale (804; i, ii, iv)         | 1997      | Questi sono due dei migliori contributi all'architettura di Barcellona dell'architetto modernista catalano Lluís Domènech i Montaner. Il Palau de la Música Catalana è un'esuberante costruzione con struttura in acciaio piena di luce e spazio, e decorata da molti dei principali designer dell'epoca. L'Hospital de Sant Pau è altrettanto audace nel design e nella decorazione, ma allo stesso tempo perfettamente adattato alle esigenze dei malati. |
|      | Monasteri di Yuso e Suso di San Millán                                                    | San Millán de la Cogolla | La Rioja                                                                                   | Culturale (805; ii, iv, vi)        | 1997      | La comunità monastica fondata da san Millán a metà del VI secolo divenne un luogo di pellegrinaggio. Una bella chiesa romanica costruita in onore del sant'uomo si trova ancora nel sito di Suso. Fu qui che fu prodotta la prima letteratura in castigliano, da cui deriva una delle lingue più parlate al mondo oggi. All'inizio del XVI secolo la comunità era ospitata nel bel nuovo monastero di Yuso, al di sotto del complesso più antico; è ancora oggi una fiorente comunità. |
|      | Pirenei - Mont Perdu                                                                      | Bielsa, Broto, Fanlo, Puértolas, Tella-Sin, Torla (condiviso con Francia) | Aragona                                                                                    | Misto (773; iii, iv, v, vii, viii) | 1997-1999 | Questo straordinario paesaggio montano, che attraversa i confini nazionali contemporanei di Francia e Spagna, è incentrato sulla vetta del Monte Perdido, un massiccio calcareo che raggiunge i 3 352 m. Il sito, con una superficie totale di 30 639 ettari, comprende due dei canyon più grandi e profondi d'Europa sul lato spagnolo e tre grandi pareti di circo sui pendii settentrionali più ripidi della Francia, esempi classici di queste morfologie geologiche. Il sito è anche un paesaggio pastorale che riflette uno stile di vita agricolo che un tempo era diffuso nelle regioni montuose d'Europa ma ora sopravvive solo in questa parte dei Pirenei. In questo modo fornisce una visione eccezionale della società europea del passato attraverso il suo paesaggio di villaggi, fattorie, campi, pascoli e strade di montagna. |
|      | Arte rupestre del bacino del Mediterraneo nella penisola iberica                          | Andalusia, Aragona, Castiglia-La Mancia, Catalogna, Comunità Valenciana, Regione di Murcia | Andalusia, Aragona, Castiglia-La Mancia, Catalogna, Comunità Valenciana, Regione di Murcia | Culturale (874; iii)               | 1998      | I siti di arte rupestre della tarda preistoria della costa mediterranea della penisola iberica formano un gruppo eccezionalmente grande. Qui il modo di vivere durante una fase critica dello sviluppo umano è rappresentato in modo vivido e grafico in dipinti il cui stile e soggetto sono unici. |
|      | Università e distretto storico di Alcalá de Henares                                       | Alcalá de Henares | Comunità di Madrid                                                                         | Culturale (876; ii, iv, vi)        | 1998      | Fondata dal cardinale Jiménez de Cisneros all'inizio del XVI secolo, Alcalá de Henares è stata la prima città universitaria pianificata al mondo. Era il modello originale della Civitas Dei (Città di Dio), la comunità urbana ideale che i missionari spagnoli portarono nelle Americhe. È servito anche da modello per le università in Europa e altrove. |
|      | Ibiza, biodiversità e cultura                                                             | Ibiza | Isole Baleari                                                                              | Misto (417; ii, iii, iv, ix, x)    | 1999      | Ibiza fornisce un eccellente esempio dell'interazione tra gli ecosistemi marini e costieri. Le fitte praterie di Posidonia oceanica (fanerogame), un'importante specie endemica presente solo nel bacino del Mediterraneo, contengono e supportano una diversità di vita marina. Ibiza conserva notevoli testimonianze della sua lunga storia. I siti archeologici di Sa Caleta (insediamento) e Puig des Molins (necropoli) testimoniano l'importante ruolo svolto dall'isola nell'economia mediterranea nella protostoria, in particolare durante il periodo fenicio-cartaginese. La città alta fortificata (Dalt Vila) è un eccezionale esempio di architettura militare rinascimentale; ha avuto una profonda influenza sullo sviluppo delle fortificazioni negli insediamenti spagnoli del Nuovo Mondo. |
|      | San Cristóbal de La Laguna                                                                | San Cristóbal de La Laguna | Isole Canarie                                                                              | Culturale (929; ii, iv)            | 1999      | San Cristóbal de La Laguna, nelle Isole Canarie, ha due nuclei: la Città Alta, originaria e non pianificata; e la Città Bassa, la prima ideale "città-territorio" articolata secondo principi filosofici. Le sue ampie strade e gli spazi aperti ospitano una serie di belle chiese ed edifici pubblici e privati datati dal XVI al XVIII secolo. |
|      | Complesso archeologico di Tarraco                                                         | Tarragona | Catalogna                                                                                  | Culturale (875; ii, iii)           | 2000      | Tárraco (l'odierna Tarragona) era una delle principali città amministrative e mercantili della Spagna romana e il centro del culto imperiale per tutte le province iberiche. Era dotato di molti begli edifici, e parti di questi sono stati rivelati in una serie di scavi eccezionali. Sebbene la maggior parte dei resti siano frammentari, spesso conservati sotto edifici più recenti, presentano un'immagine vivida della grandiosità di questa capitale provinciale romana. |
|      | Palmeto di Elche                                                                          | Elche | Comunità Valenciana                                                                        | Culturale (930; ii, v)             | 2000      | Il Palmeral di Elche, un paesaggio di boschetti di palme da dattero, fu formalmente tracciato, con elaborati sistemi di irrigazione, all'epoca in cui fu eretta la città musulmana di Elche, verso la fine del X secolo d.C., quando gran parte della penisola iberica era araba. Il palmeto è un'oasi, un sistema per la produzione agraria nelle zone aride. È anche un esempio unico di pratiche agricole arabe nel continente europeo. La coltivazione delle palme da dattero a Elche è nota almeno sin dall'epoca iberica, risalente intorno al V secolo a.C.. |
|      | Mura romane di Lugo                                                                       | Lugo | Galizia                                                                                    | Culturale (987; iv)                | 2000      | Le mura di Lugo furono costruite nella seconda parte del III secolo a difesa della città romana di Lucus. L'intero circuito sopravvive intatto ed è il più bell'esempio di fortificazioni tardo romane nell'Europa occidentale. |
|      | Chiese romaniche catalane della Vall de Boí                                               | La Vall de Boí | Catalogna                                                                                  | Culturale (988; ii, iv)            | 2000      | La stretta Vall de Boí si trova negli alti Pirenei, nella regione dell'Alta Ribagorça ed è circondata da ripide montagne. Ogni villaggio della valle contiene una chiesa romanica ed è circondato da campi recintati. Ci sono ampi pascoli stagionali sui pendii più alti. |
|      | Sito archeologico di Atapuerca                                                            | Atapuerca | Castiglia e León                                                                           | Culturale (989; iii, v)            | 2000      | Le grotte della Sierra de Atapuerca contengono una ricca documentazione fossile dei primi esseri umani in Europa, da quasi un milione di anni fa e che si estende fino all'era volgare. Rappresentano un'eccezionale riserva di dati, il cui studio scientifico fornisce informazioni inestimabili sull'aspetto e sul modo di vivere di questi remoti antenati umani. |
|      | Paesaggio culturale di Aranjuez                                                           | Aranjuez | Comunità di Madrid                                                                         | Culturale (1044; ii, iv)           | 2001      | Il paesaggio culturale di Aranjuez è un'entità di relazioni complesse: tra natura e attività umana, tra corsi d'acqua sinuosi e disegno geometrico del paesaggio, tra rurale e urbano, tra paesaggio forestale e architettura delicatamente modulata dei suoi palazzi. Trecento anni di attenzione regale allo sviluppo e alla cura di questo paesaggio lo hanno visto esprimere un'evoluzione dei concetti dall'umanesimo e centralizzazione politica, a caratteristiche come quelle che si trovano nel suo giardino barocco alla francese del XVIII secolo, allo stile di vita urbano che si è sviluppato accanto alle scienze dell'acclimatazione delle piante e dell'allevamento del bestiame durante l'Età dell'Illuminismo. |
|      | Complessi monumentali rinascimentali di Úbeda e Baeza                                     | Baeza, Úbeda | Andalusia                                                                                  | Culturale (522; ii, iv)            | 2003      | La morfologia urbana delle due piccole città di Úbeda e Baeza nel sud della Spagna risale al IX secolo moresco e alla Reconquista nel XIII secolo. Un importante sviluppo si ebbe nel XVI secolo, quando le città furono oggetto di un rinnovamento sulla falsariga del rinascimento emergente. Questo intervento di pianificazione è stato parte dell'introduzione in Spagna di nuove idee umanistiche dall'Italia, che hanno continuato ad avere una grande influenza sull'architettura dell'America Latina. |
|      | Ponte di Vizcaya                                                                          | Getxo, Portugalete | Paesi Baschi                                                                               | Culturale (1217; i, ii)            | 2006      | Il ponte di Vizcaya si trova a cavallo della foce dell'estuario dell'Ibaizabal, a ovest di Bilbao. Fu progettato dall'architetto basco Alberto Palacio e completato nel 1893. Il ponte alto 45 m con la sua campata di 160 m fonde le tradizioni della lavorazione del ferro del XIX secolo con l'allora nuova tecnologia leggera delle funi d'acciaio intrecciate. È stato il primo ponte al mondo a trasportare persone e traffico su un'alta cabinovia sospesa ed è stato utilizzato come modello per molti ponti simili in Europa, Africa e America, di cui solo pochi sopravvivono. Con il suo uso innovativo di cavi d'acciaio intrecciati leggeri, è considerata una delle eccezionali costruzioni architettoniche in ferro della rivoluzione industriale. |
|      | Parco nazionale del Teide                                                                 | Tenerife | Isole Canarie                                                                              | Naturale (1258; vii, viii)         | 2007      | Situato sull'isola di Tenerife, il Parco Nazionale del Teide ospita lo stratovulcano Teide-Pico Viejo che, a 3 718 m, è la vetta più alta del territorio spagnolo. Con i suoi 7 500 m sul fondo dell'oceano, è considerata la terza struttura vulcanica più alta del mondo e si trova in un ambiente spettacolare. L'impatto visivo del sito è tanto maggiore a causa delle condizioni atmosferiche che creano trame e toni in costante cambiamento nel paesaggio e un "mare di nuvole" che fa da sfondo visivamente impressionante alla montagna. Il Teide è di importanza globale nel fornire prove dei processi geologici che sono alla base dell'evoluzione delle isole oceaniche. |
|      | Torre di Ercole                                                                           | La Coruña | Galizia                                                                                    | Culturale (1312; iii)              | 2009      | La Torre di Ercole funge da faro e punto di riferimento all'ingresso del porto di La Coruña sin dalla fine del I secolo d.C., quando i romani costruirono il Farum Brigantium. La Torre, costruita su uno scoglio alto 57 metri, si eleva per ulteriori 55 metri, di cui 34 metri corrispondono alla muratura romana e 21 metri al restauro diretto dall'architetto Eustaquio Giannini nel XVIII secolo, che ha ampliato il nucleo romano. Immediatamente adiacente alla base della Torre, è un piccolo edificio rettangolare romano. Il sito ospita anche un parco di sculture, le incisioni rupestri del Monte dos Bicos dell'età del ferro e un cimitero musulmano. Molte leggende circondano la Torre di Ercole, unica in quanto l'unico faro dell'antichità greco-romana ad aver mantenuto una certa integrità strutturale e continuità funzionale. |
|      | (Siti di arte paleolitica nella Valle del Côa e) Siega Verde                              | Villar de la Yegua (condiviso con Portogallo) | Castiglia e León                                                                           | Culturale (866; i, iii)            | 2010      | I due siti preistorici di arte rupestre nella Valle del Côa (Portogallo) e Siega Verde (Spagna) si trovano sulle rive dei fiumi Águeda e Côa, affluenti del fiume Douro, e documentano la continua occupazione umana dalla fine del Paleolitico. Centinaia di pannelli con migliaia di figure di animali (5.000 a Foz Côa e circa 440 a Siega Verde) sono stati scolpiti nel corso di diversi millenni, rappresentando il più notevole insieme all'aperto di arte paleolitica della penisola iberica. I due siti forniscono la migliore illustrazione dei temi iconografici e dell'organizzazione dell'arte rupestre paleolitica, utilizzando le stesse modalità di espressione nelle grotte e all'aria aperta, contribuendo così a una maggiore comprensione di questo fenomeno artistico. |
|      | Paesaggio culturale della Sierra de Tramontana                                            | Sierra de Tramontana | Isole Baleari                                                                              | Culturale (1371; ii, iv, v)        | 2011      | Il paesaggio culturale della Serra de Tramuntana è situato su una catena montuosa a strapiombo parallela alla costa nord-occidentale dell'isola di Maiorca. Millenni di agricoltura in un ambiente con scarse risorse hanno trasformato il terreno, generando un'articolata rete di dispositivi per la gestione delle acque che ruotano attorno a unità agricole di origine feudale. Il paesaggio è caratterizzato da terrazzamenti agricoli e opere idriche interconnesse - compresi i mulini ad acqua - nonché da costruzioni in pietra a secco e fattorie. |
|      | Patrimonio del mercurio. Almadén e Idria                                                  | Almadén (Idria si trova in Slovenia) | Castiglia-La Mancia                                                                        | Culturale (1313; ii, iv)           | 2012      | La proprietà comprende i siti minerari di Almadén, dove il mercurio (argento vivo) è stato estratto sin dall'antichità, e Idrija, dove il mercurio è stato trovato per la prima volta nel 1490 d.C. La proprietà spagnola comprende edifici relativi alla sua storia mineraria, tra cui il castello di Retamar, edifici religiosi e abitazioni tradizionali. I siti testimoniano il commercio intercontinentale del mercurio che nel corso dei secoli ha generato importanti scambi tra Europa e America. Insieme rappresentano le due più grandi miniere di mercurio del mondo, operative fino a tempi recenti. |
|      | Sito dei dolmen di Antequera                                                              | Antequera | Andalusia                                                                                  | Culturale (1501; i, iii, iv)       | 2016      | Situato nel cuore dell'Andalusia, il sito comprende tre monumenti megalitici: i dolmen di Menga e Viera e il Tholos di El Romeral, e due monumenti naturali: le formazioni montuose della Peña de los Enamorados e di El Torcal, che sono punti di riferimento all'interno della proprietà. Costruiti durante il Neolitico e l'Età del Bronzo con grandi blocchi di pietra, questi monumenti formano camere con tetti con architrave o false cupole. Queste tre tombe, sepolte sotto i loro tumuli di terra originali, sono una delle opere architettoniche più notevoli della preistoria europea e uno dei più importanti esempi di megalitismo in Europa. |
|      | Antiche faggete primordiali dei Carpazi e di altre regioni d'Europa                       | 6 siti (altri 88 sono in Albania, Austria, Belgio, Bosnia ed Erzegovina, Bulgaria, Croazia, Francia, Germania, Italia, Macedonia del Nord, Polonia, Rep. Ceca, Romania, Slovacchia, Slovenia, Svizzera e Ucraina) | Castiglia e León, Castiglia-La Mancia, Comunità di Madrid, Navarra                         | Naturale (1133; ix)                | 2017      | Questa proprietà transnazionale comprende 94 componenti in 18 paesi. Dalla fine dell'ultima era glaciale, il faggio europeo si è diffuso da poche aree di rifugio isolate nelle Alpi, Carpazi, Dinaridi, Mar Mediterraneo e Pirenei in un breve periodo di poche migliaia di anni in un processo tuttora in corso. L'espansione di successo in un intero continente è legata all'adattabilità e alla tolleranza dell'albero alle diverse condizioni climatiche, geografiche e fisiche. In Spagna la serie comprende sei foreste situate presso diverse aree protette della Spagna centrale e settentrionale: le Faggete di Ayllon (Tejera Negra nel Parco naturale della Sierra Norte de Guadalajara e Montejo all'interno del Sito di interesse comunitario dell'Alto Lozoya e della Riserva della biosfera della Sierra del Rincón), le Faggete di Navarra (Lizardoia nella Riserva integrale di Lizardoia e Aztaparreta nella Riserva integrale di Aztaparreta) e le Faggete dei Picos de Europa (Cuesta Fría e Canal de Asotín nel Parco nazionale dei Picos de Europa). |
|      | Città califfale di Medina Azahara                                                         | Cordova | Andalusia                                                                                  | Culturale (1560; iii, iv)          | 2018      | La città califfale di Medina Azahara è il sito archeologico di una città costruita a metà del X secolo d.C. dalla dinastia degli Omayyadi come sede del Califfato di Cordova. Dopo aver prosperato per diversi anni, fu devastato durante la guerra civile che pose fine al Califfato nel 1009-1010. I resti della città furono dimenticati per quasi 1000 anni fino alla loro riscoperta all'inizio del XX secolo. Questo insieme urbano completo comprende infrastrutture come strade, ponti, sistemi idrici, edifici, elementi decorativi e oggetti di uso quotidiano. Fornisce una conoscenza approfondita della civiltà islamica occidentale ormai scomparsa di Al-Andalus, al culmine del suo splendore. |
|      | Paesaggio culturale di Risco Caído e le montagne sacre di Gran Canaria                    | Agaete, Artenara, Gáldar, Tejeda | Isole Canarie                                                                              | Culturale (1578; iii, v)           | 2019      | Situato in una vasta area montuosa nel centro di Gran Canaria, Risco Caído comprende scogliere, burroni e formazioni vulcaniche in un paesaggio di ricca biodiversità. Il paesaggio comprende un gran numero di insediamenti trogloditi - abitazioni, granai e cisterne - la cui età è prova della presenza di una cultura preispanica sull'isola, che si è evoluta in isolamento, dall'arrivo dei berberi nordafricani, intorno all'inizio della nostra era, fino ai primi coloni spagnoli nel XV secolo. Il complesso troglodita comprende anche cavità di culto e due templi sacri, o almogarén - Risco Caído e Roque Bentayga - dove si tenevano cerimonie stagionali. Si pensa che questi templi siano legati a un possibile culto delle stelle e della Madre Terra. |
|      | Paseo del Prado e Buen Retiro, un paesaggio di arti e scienze                             | Madrid | Comunità di Madrid                                                                         | Culturale (1618; ii, iv, vi)       | 2021      | L'area coincide a ovest, nord e est con l'ex Real Sitio del Buen Retiro, creato da Filippo IV nel primo terzo del XVII secolo. A seguito di vari eventi del XIX secolo a partire dalla Guerra d'Indipendenza, il vecchio sito ha perso un'area di 20 ettari a sud, mantenendo 200 ha ai giorni nostri. Nella zona proposta sono stati incorporati due monumenti e aree urbane che sono considerati di eccezionale valore universale. Uno di questi è l'antico Ospedale di San Carlos, progettato da Francesco Sabatini, uno degli ultimi edifici eretti sotto Carlo III, attualmente sede del Centro d'arte Reina Sofía, che completa il complesso eccezionale di musei lungo il Paseo del Prado. L'altro è l'adiacente edificio della stazione ferroviaria di Atocha, magnifico esempio di architettura in ferro del XIX secolo, opera di Alberto Palacio. |
|      | Siti preistorici di Minorca talaiolitica                                                  | Minorca | Isole Baleari                                                                              | Culturale (1528; iii, iv)          | 2023      | Situati sull'isola di Minorca nel Mar Mediterraneo occidentale, questi siti archeologici rappresentativi della cultura talaiotica sono situati in paesaggi agro-pastorali. Testimonianza dell'occupazione dell'isola da parte di comunità preistoriche, questi siti mostrano una diversità di insediamenti preistorici e luoghi di sepoltura. I materiali, le forme e l'ubicazione delle strutture risalenti all'età del bronzo (1600 a.C.) fino alla tarda età del ferro (123 a.C.) mostrano l'evoluzione di un'architettura "ciclopica" costruita con blocchi di pietra di grandi dimensioni. Gli orientamenti astronomici e le interconnessioni visive tra strutture preistoriche indicano reti con possibili significati cosmologici. |

## Siti candidati
| Foto | Sito                                                                                           | Luogo | Tipo                                | Anno       | Descrizione |
| ---- | ---------------------------------------------------------------------------------------------- | --- | ----------------------------------- | ---------- | --- |
|      | Ribeira Sacra, Lugo e Orense                                                                   | Provincia di Lugo, Provincia di Ourense | Culturale (1228; ii, iii, iv, v)    | 16/07/1996 | La Ribeira Sacra è attraversata dal corso medio dei fiumi Miño e Sil, che attraversano le province di Lugo e Ourense. Questa zona, molto ben delimitata geograficamente, è famosa per la ricchezza monumentale dell'intera Ribeira: importanti resti archeologici e architettonici, tra i quali vale la pena evidenziare una serie di monasteri come San Esteban de Atan, Santa Cristina de Ribas de Sil, San Esteban de Chouzan e, il più emblematico, San Esteban de Ribas de Sil. |
|      | Enclave culturale romanica nel nord della Castiglia e León e nel sud della Cantabria           | Cantabria, Provincia di Palencia | Culturale (1017; ii, iii, iv)       | 26/06/1998 | Situato su entrambi i lati dei monti Cantabrici, qui si trova la più alta densità di monumenti romanici in Spagna e in Europa. A causa delle costanti divisioni territoriali e politiche subite da questi territori nel corso della storia, non esiste un'unità stilistica chiaramente marcata. |
|      | Fortificazioni bastionate di frontiera                                                         | Castiglia e León, Aragona, Catalogna, Estremadura, Navarra                                                                                                  | Culturale (1021; ii, iii, iv)       | 26/06/1998 | Le fortificazioni bastionate di confine furono progettate e costruite tra la fine del XVI secolo e la fine del XVIII secolo a seguito dei conflitti militari luongo i confini della Spagna con Portogallo e Francia. Si caratterizzano per il fatto di includere elementi che rispondono alle nuove esigenze difensive imposte dall'uso dell'artiglieria, formando così esempi eccezionali dei diversi tipi concettuali di costruzioni difensive: città fortificate nel caso di Pamplona, Jaca, Ciudad Rodrigo, “Força Vella” a Girona e Figueres; fortezze militari nel caso del Real Fuerte de la Concepción ad Aldea del Obispo e del castello costruito sul confine cristiano-musulmano sul fiume Tago, ora contenuto all'interno del Parco nazionale di Monfragüe; il riutilizzo e l'aggiornamento dei sistemi difensivi medievali già esistenti, come nel caso di San Felices de los Gallegos. |
|      | Via d'argento                                                                                  | Castiglia e León, Estremadura | Culturale (1024; ii, iii, iv, v)    | 26/06/1998 | La Via ha due sottosezioni, la prima formata dalla strada romana che da Merida arrivava ad Astorga e l'altra costituita dal percorso che, dallo stesso punto di partenza, portava alla foce del Guadiana ad Ayamonte. La strada rialzata conserva la sua struttura fisica in molti punti lungo il suo percorso a nord di Merida. Lungo il suo percorso si conservano resti archeologici come pietre miliari, stazioni di posta e ponti, talvolta monumentali. |
|      | Mulini a vento del Mediterraneo                                                                | Castiglia-La Mancia, Comunità Valenciana, Murcia | Culturale (1030; ii, iii, iv, v)    | 26/06/1998 | I mulini a vento si diffusero in tutto il bacino del Mar Mediterraneo durante il XII e il XIII secolo. Conservano le caratteristiche cretesi: crociera a vela e profilo generale della torre. Tuttavia per quanto riguarda il numero e la distribuzione delle vele e i dettagli architettonici della torre, ci sono differenze importanti: nella Bassa Andalusia ci sono 8 vele e un asse a due stadi, Cartagena 8 vele e adattamento a una noria per sollevare l'acqua, in Portogallo 4 vele. |
|      | Complesso archeologico greco di Empúries, L'Escala, Girona                                     | L'Escala | Culturale (1051; iii, iv)           | 20/12/2002 | Empúries è l'unico sito archeologico della penisola iberica in cui sono combinati i resti di una città greca (Emporion) e quelli di una città romana (Emporiae). La città greca di Emporion è stata sempre una città doppia, comprendente gli insediamenti di Palaiapolis e Neapolis, separati dal porto. Quest'ultima è stata completamente abbandonata nell'antichità senza dar luogo ad una successiva occupazione e ciò ha permesso di recuperarla completamente durante gli scavi effettuati tra il 1908 e il 1936. Il ruolo giocato da Emporion tra le popolazioni indigene ha dato origine alla nascita della cultura iberica. Al tempo di Augusto avvenne l'unificazione dei diversi centri abitati di Empuries, formando un'unica città e un'unica realtà politica e giuridica: il municipium di Emporiae. La nuova città, di circa 30 ettari condividerà poi una storia comune. |
|      | Facciata mediterranea dei Pirenei                                                              | Alt Empordà (condiviso con Francia) | Misto (1986; ii, iv, v, vii, ix, x) | 22/11/2004 | Questo è il paesaggio culturale formato dal margine della catena dei Pirenei nel Mar Mediterraneo. Ripida costa rocciosa (con Cap Béar e Cap de Creus e il massiccio di Albères), è un paesaggio naturale di eccezionale qualità, che ha anche una grande ricchezza di biodiversità, sia marina che terrestre, esemplare delle rive del Mediterraneo, con caratteri eccezionali, come il vigneto costiero di Banyuls e le sue strutture spettacolari. Un territorio segnato dalla presenza umana e dagli scambi mediterranei fin dai tempi più remoti e dall'associazione del lavoro di un certo numero di grandi artisti europei del XX secolo alla ricerca della luce e del colore, mostra forti impronte storiche (greca, romana, medievale e moderna). |
|      | Sentieri del bestiame della Mesta                                                              | Castiglia e León | Culturale (5128; v, vi)             | 27/04/2007 | La pratica dell'allevamento del bestiame in transumanza in Spagna ha dato origine a una rete stradale per migrazioni cicliche lungo i percorsi del bestiame che hanno un valore materiale e culturale unico. Essi sono chiamati cañadas, cordeles e veredas a seconda della loro larghezza, e sono stati mantenuti, originariamente dalla corporazione di allevamento di bestiame Mesta creata nell'anno 1273 e oggi dalla legge. Comprendono una fitta rete di strade interconnesse, di cui 125 000 chilometri esistono ancora oggi. Oltre al loro uso tradizionale da parte degli allevatori, questa rete di sentieri del bestiame è un patrimonio culturale della massima considerazione data la ricchezza ecologica, artistica, storica e sociale che circonda questi siti di pubblico dominio. |
|      | Strade romane. Itinerari dell'Impero romano                                                    | Andalusia, Castiglia-La Mancia, Catalogna, Comunità Valenciana                                                                                              | Culturale (5130; i, ii, iv, v, vi)  | 27/04/2007 | La creazione di una rete stradale molto estesa fino ai giorni nostri fu possibile solo grazie all'organizzazione amministrativa che Roma aveva sviluppato nelle diverse province del suo impero. La perfetta interconnessione di queste strade ha facilitato lo sviluppo del commercio e dell'industria romana, il progresso delle sue città e, forse il risultato più importante di tutti, l'esistenza stessa di Roma come Stato. Queste strade univano tutte le province dal Sahara all'Asia Minore, Grecia e Balcani, pianure germaniche e Gallia, Italia e Hispania. |
|      | Ancares - Somiedo                                                                              | Candín, Cervantes, Somiedo, Vega de Espinareda | Misto (5132; v, vii, ix, x)         | 27/04/2007 | Questo sito comprende un terreno montuoso della catena cantabrica caratterizzato dalla coesistenza di valori ecologici eccezionali insieme a un'eredità etnografica unica che testimonia il metodo ancestrale dell'uomo di sfruttamento delle risorse che è stato conservato ed è in fase di recupero grazie all'impeto dello sviluppo locale e del turismo sostenibile. |
|      | Castello di Loarre                                                                             | Loarre | Culturale (5135; iv)                | 27/04/2007 | Questo castello, senza dubbio il migliore di tutta l'Aragona, fu costruito durante l'XI secolo e successivamente, alla fine del XII secolo, fu costruito un muro intorno ad esso. La parte più antica fu costruita al tempo di Sancho el Mayor (1020-30); Sancho Ramírez (1064-1094) fondò qui una comunità dell'ordine di Sant'Agostino. Il Castello di Loarre è costituito da un'area murata con torri semicircolari e circolari, dal castello stesso, più una torre albarrana esterna con una piccola cupola. All'interno del castello vero e proprio, la Chiesa di San Pedro è ben conservata con le sue magnifiche absidi esterne e la sua cosiddetta "Cappella della Regina" che fungeva da vecchia cappella del Castello. La Torre del Re, la Torre della Regina e molti altri componenti sono in diversi stati di riparazione. |
|      | Patrimonio storico di El Ferrol dell'Illuminismo                                               | Ferrol | Culturale (5138; i, ii, iii, iv)    | 27/04/2007 | "Ferrol dell'Illuminismo" è un complesso storico che ha una certa unità come risultato della sua progettazione e costruzione ex novo: unità nello spazio che è rappresentata dalla geografia dell'estuario del Ferrol, unità nel tempo della sua progettazione ed esecuzione materica che appartengono alla seconda metà del XVIII secolo e la sua continuità nell'Ottocento, unità estetica prodotta dal suo stile e dalla sua tecnologia accademica (dall'Illuminismo). Questo insieme può essere suddiviso in tre unità funzionali che si accordano con lo schema di città portuale ideale del Classicismo, ovvero porto-arsenale, città residenziale e difese. |
|      | Patrimonio storico minerario                                                                   | 17 siti in Andalusia, Aragona, Asturie, Castiglia e León, Castiglia-La Mancia, Catalogna, Isole Baleari, Murcia, Paesi Baschi                               | Culturale (5139; i, ii, iv)         | 27/04/2007 | I sistemi e i complessi minerari-metallurgici selezionati sono, di per sé, un chiaro esempio del processo evolutivo dell'estrazione mineraria in Spagna. Essi hanno un grado sufficiente di autenticità in termini di forme, materiali e tecniche di costruzione senza sovrapposizioni o alterazioni significative. Restano inalterati i loro valori testimoniali di unicità e rappresentatività tipologica. |
|      | Plasencia - Monfragüe - Trujillo: paesaggio mediterraneo                                       | Provincia di Cáceres | Misto (5417; ii, iv, v, x)          | 03/02/2009 | L'insieme paesaggistico proposto si basa su tre pilastri fondamentali. Plasencia e Trujillo sono due complessi storici, il cui prestigio urbano, architettonico e patrimoniale è riconosciuto in Estremadura e presenta evidenti influenze storiche, nazionali, europee e latinoamericane. Il Parco Nazionale di Monfragüe è un singolare esempio di uno straordinario ecosistema all'interno del patrimonio naturale spagnolo; è un sito di interesse geomorfologico, con una biodiversità vegetale, una fauna ricca di specie endemiche, minacciate di estinzione, ma anche usi secolari di manipolazione del territorio e stili di vita carichi di segni di un patrimonio culturale ancestrale, riunendo natura e cultura in un paesaggio spettacolare. |
|      | Cattedrale di Jaén (estensione di Complessi monumentali rinascimentali di Úbeda e Baeza)       | Jaén | Culturale (5667; i, ii, iv)         | 27/01/2012 | Dopo l'esperienza di Úbeda e Baeza, Andrés de Vandelvira ha iniziato a lavorare alla costruzione della Cattedrale di Jaén, a partire dal tempio gotico la cui costruzione era limitata dalle mura medievali della città. La Cattedrale di Jaén è un paradigma dell'architettura rinascimentale. È infatti l'esempio meglio conservato e più rappresentativo dell'arte rinascimentale spagnola, che è stata successivamente trasmessa ai territori occupati dagli spagnoli in America. |
|      | Valle Salado de Añana                                                                          | Añana | Culturale (5693; iii, iv, v)        | 27/01/2012 | Il valore di questo paesaggio unico di produzione del sale non è solo la sua architettura insolita, che comprende una successione di terrazze sfalsate artificiali costruite nel tempo utilizzando pietra, legno e argilla, o le migliaia di vasche di cristallizzazione del sale responsabili del bianco abbagliante, o centinaia di canali per distribuire l'acqua salata in tutta la valle utilizzando un sistema di distribuzione con oltre 1200 anni di storia documentata. Nemmeno il fatto che le sorgenti forniscano il sale di un antico mare di 200 milioni di anni fa, o che l'ambiente salino abbia portato alla presenza di una biodiversità salina, rendendolo una zona umida di importanza internazionale. La chiave del valore unico di questo paesaggio culturale è la combinazione, in perfetta armonia, dell'insieme in un contesto privilegiato, la Valle Salado de Añana (Valle del sale di Añana).                                                                                                |
|      | Paesaggio culturale della vigna e del vino La Rioja e Rioja Alavesa                            | Laguardia-Rioja Alavesa, La Rioja | Culturale (5793; ii, iii, v, vi)    | 29/01/2013 | La Rioja è uno dei grandi vini del mondo, una posizione che ha raggiunto non solo grazie alla sua indiscutibile qualità, ma anche per il suo background storico e culturale eccezionalmente lungo. L'area proposta corrisponde alla parte nord-occidentale della regione vinicola della Denominación de Origen Calificada Rioja e si estende lungo entrambe le sponde del fiume Ebro, interessando due sottozone: Rioja e Rioja Alavesa. Questa è la parte più rappresentativa della regione vinicola perché si è sviluppata ininterrottamente sin dall'Alto Medioevo, con segni che questo processo potrebbe risalire all'epoca romana. Presenta un paesaggio culturale eccezionale, frutto dell'impegno dell'uomo per adattarsi al proprio ambiente e dello sviluppo di una cultura legata al mondo del vino che risale a 2000 anni fa. |
|      | Priorat - Montsant - Siurana: paesaggio agricolo della montagna mediterranea                   | Priorat | Culturale (5854; v, vi)             | 07/02/2014 | Diversi gli elementi danno una singolarità e originalità al Priorat-Montsant-Siurana come paesaggio agricolo culturale della montagna mediterranea, ma è la somma di diversi valori e dei suoi attributi visibili, tangibili e intangibili, al di là delle “individualità”, che dà forza al tutto e gli conferisce valore universale. Dalle prime forme di occupazione del territorio con testimonianze di arte rupestre fino ad oggi, attraverso i resti di insediamenti legati allo sfruttamento delle miniere di argento e piombo dell'VIII secolo a.C., e attraverso le civiltà iberica, romana e musulmana e il mondo medievale con la notevole impronta della Certosa di Escaladei, l'agricoltura è sempre stata alla base della vita di questo territorio. |
|      | Portale del Monastero di Ripoll                                                                | Ripoll | Culturale (5979; ii, iii, vi)       | 27/01/2015 | Il Portale del Monastero di Ripoll, edificato nel XII secolo, è un capolavoro di arte romanica, un grandioso e maestoso arco di trionfo che conduce alla Chiesa di Santa Maria. Questo è un pezzo unico che è stato soprannominato la "Bibbia di pietra", ed è considerato un punto di riferimento indiscusso nell'arte romanica catalana e uno stendardo della cultura monastica radicata nella teologia biblica. Il Portale del Monastero di Ripoll è la più importante scultura romanica monumentale della Catalogna e una delle collezioni d'arte più impressionanti del mondo. |
|      | Turó de la Seu Vella de Lleida                                                                 | Lleida | Culturale (6079; ii, iv, vi)        | 29/01/2016 | Il Turó de la Seu Vella de Lleida è stato spiegato come un paesaggio della memoria, un punto di riferimento monumentale e un patrimonio situato in un vuoto urbano. Il complesso, nel cuore della città di Lleida, su un promontorio geograficamente al centro di un'ampia pianura alluvionale, presenta tre elementi architettonici che costituiscono il patrimonio più significativo e simbolico delle terre interne della Catalogna. Il Turó unisce l'identità e la volontà di sopravvivenza della città e dei suoi dintorni, e la sua posizione strategica lo rende un riferimento storico essenziale della Corona d'Aragona in epoca medievale e della formazione degli Stati d'Europa in epoca moderna. |
|      | Monastero di La Rábida e memoriali colombiani di Huelva                                        | Huelva, Moguer, Palos de la Frontera, San Juan del Puerto                                                                                                   | Culturale (6080; ii, iii, vi)       | 29/01/2016 | Il Monastero di Santa María de La Rábida e i luoghi della memoria di Colombo costituiscono i monumenti più rappresentativi della Scoperta dell'America, un evento cruciale per la storia dell'umanità. Allo stesso tempo, La Rábida si pone come un simbolo del movimento americanista, una tendenza intellettuale e interculturale che si rivendica come un modo solido per mantenere legami culturali con i popoli dall'altra parte dell'Atlantico. |
|      | Chiesa di San Salvador de Valdediós                                                            | Villaviciosa | Culturale (6168; i, ii, iv)         | 27/01/2017 | Questa chiesa di San Salvador de Valdediós è uno degli esempi più perfetti di pianta basilicale nelle Asturie. Si compone di tre navate, separate da due arcate in quattro sezioni, triplo santuario con tre recinti sovrapposti, due vani che si aprono sulle navate laterali e triplo corpo centrale all'estremità occidentale al piano terra, doppio al livello superiore, con portico e due stanze al pianterreno e una tribuna e altre due stanze al piano superiore. Come annessi, la facciata sud ha un portico e una cappella. Tutti gli ambienti sono coperti con volte a botte in tufo. |
|      | Paesaggi degli uliveti dell'Andalusia                                                          | Andalusia | Culturale (6169; iii, v, vi)        | 27/01/2017 | I paesaggi degli uliveti dell'Andalusia sono l'epitome dei paesaggi più autentici del Mar Mediterraneo. Il paesaggio olivicolo è un paesaggio culturale in cui predomina l'agricoltura, ma anche profondamente storico. Le caratteristiche geografiche, storiche e paesaggistiche dell'oliveto andaluso testimoniano la sua straordinaria capacità di adattarsi ad ambienti difficili, il suo ruolo storico fondamentale nell'economia, nella società e nella cultura di questa regione, così come la sua secolare importanza come paesaggio che ha plasmato l'Andalusia e il Mediterraneo. |
|      | Vino in Iberia                                                                                 | El Puerto de Santa María, Mazarrón, Requena, San Javier | Culturale (6285; ii, iii, iv)       | 05/02/2018 | La candidatura "Vino in Iberia" integra un gruppo di beni culturali che dimostrano lo scambio di idee tra due diverse comunità il cui risultato è l'emergere della cultura iberica, con il vino come uno dei suoi fili conduttori. Le reti commerciali marittime fenicie a cui il vino partecipa, l'esistenza di antichissimi insediamenti dove convivono la popolazione fenicia e indigena in cui il vino è già prodotto su scala commerciale e, infine, l'acquisizione, lo sviluppo e l'innovazione da parte delle popolazioni iberiche delle tecniche di produzione del vino, che a loro volta genera un modello di occupazione, valorizzazione e apertura dei canali di distribuzione, sono gli elementi essenziali dei valori che questa candidatura sostiene. Tutto questo processo è incorporato nei seguenti beni: i relitti I e II di Mazarrón e il relitto di Bajo de la Campana a San Javier, il sito archeologico di Castillo de Doña Blanca, la pressa in pietra da vino lungo il fiume Cabriel a Requena. |
|      | Isole Cíes - Parco nazionale delle Isole Atlantiche della Galizia                              | Bueu, Ribeira, Vigo, Vilagarcía de Arousa | Naturale (6286; vii, viii, ix, x)   | 05/02/2018 | La candidatura Isole Cíes - Parco nazionale delle Isole Atlantiche della Galizia comprende un'area eccezionale di terra e mare formata da quattro arcipelaghi (Cíes, Ons, Sálvora e Cortegada) che si trovano sulla costa atlantica della Galizia. Questa zona è costituita principalmente da acque marine, una parte significativa delle quali è poco profonda. Gli ambienti costieri, come spiagge, dune, scogliere e grotte marine, costituiscono una parte significativa della sua superficie terrestre, ospitando una rappresentazione unica di habitat di diverse specie che sono di alta importanza conservazionistica, tra cui numerose colonie riproduttive di uccelli acquatici. |
|      | Città adrianea di Italica                                                                      | Santiponce | Culturale (6376; ii, iv, vi)        | 01/02/2019 | Il sito proposto consiste in un progetto di pianificazione urbana progettato durante il periodo adrianeo, che ha esteso i confini della città di Italica verso nord, nella forma di una Nova Urbs, una nuova città, come è avvenuto ad Atene. Per fare ciò sono stati occupati 38 ettari di terreno adiacenti al villaggio preesistente. Si trattava di un appezzamento di terreno senza edifici, con colline e corsi d'acqua, che sono stati incorporati nel progetto del nuovo assetto urbano. |
|      | Gruppo di edifici mozarabici nella penisola iberica                                            | Caltojar, Celanova, Gradefes, Mambrillas de Lara, Ponferrada, San Cebrián de Mazote, San Martín de Montalbán, San Pedro de la Nave-Almendra, Sonseca, Wamba | Culturale (6377; i, ii, iii, iv)    | 01/02/2019 | L'arte mozarabica si è sviluppata nella penisola iberica tra la fine dell'VIII secolo/inizio IX secolo e la metà dell'XI secolo come risultato della convergenza e dell'ibridazione di varie tradizioni culturali. Architettura, scultura e mobili fanno parte di un insieme eccezionale basato sulla loro natura monumentale, il loro stato di conservazione e l'unicità. La candidatura "Gruppo di edifici mozarabici nella penisola iberica" comprende 10 beni culturali appartenenti a sette province spagnole, che nel loro insieme formano una proprietà seriale: Chiesa di San Pedro de la Nave a Campillo, Eremo di Santa María de las Viñas di Quintanilla de las Viñas, Monastero di San Miguel de Escalada, Chiesa di Santiago de Peñalba a Peñalba de Santiago, Eremo di San Baudelio de Berlanga, Chiesa di Santa Maria a Wamba, Chiesa di San Cipriano a San Cebrián de Mazote, Monastero di San Salvador de Celanova, Chiesa di Santa María de Melque, Chiesa di San Pedro de la Mata a Casalgordo.      |
|      | Sede episcopale di Egara e la sua decorazione pittorica (V-VIII secolo)                        | Terrassa | Culturale (6378; ii, iii, iv)       | 01/02/2019 | La sede vescovile di Egara è un complesso architettonico e pittorico unico in Europa che ha una lunga traiettoria nella storia. La Diocesi di Egara (fondata intorno al 450 d.C.) rappresentò il periodo di massimo splendore in un'area in cui si sviluppò un complesso episcopale di eccezionale importanza artistica. La sopravvivenza degli elementi architettonici e pittorici del periodo visigoto (V-VIII secolo), che si manifesta nell'architettura delle chiese episcopali di Santa Maria, Sant Miquel (San Michele) e Sant Pere (San Pietro), e soprattutto nella loro decorazione pittorica, fanno di questo complesso un esempio unico ed eccezionale nel quadro del patrimonio europeo. |
|      | Testimonianze materiali della costruzione dello Stato dei Pirenei: il Co-Principato di Andorra | La Seu d'Urgell (altre 11 si trovano in Andorra e Francia)                                                                                                  | Culturale (6503; iii, iv)           | 25/01/2021 | La proprietà seriale transnazionale è una selezione di monumenti distribuiti nei tre stati che testimoniano una storia e una realtà unica che, senza interruzioni, durante l'ultimo millennio, è stato tessuto a tre mani dal popolo di Andorra e dai due co-principi, i vescovi di Urgell e i conti di Foix, poi sostituiti dai loro successori: re di Francia, capi del periodo rivoluzionario e dell'Impero e, infine, presidenti della Repubblica francese. La serie è composta da dodici monumenti (10 in Andorra, 1 in Francia e 1 in Spagna) di epoche diverse, dal Medioevo al XVI secolo, giunti fino a noi. La componente spagnola è il complesso della Cattedrale di Santa Maria di Urgell. |
|      | Paesaggio dolce e salato di Sigüenza e Atienza                                                 | Atienza, Sigüenza | Culturale (6588; iv, v)             | 20/01/2022 | Il "Paisaje Dulce y Salado" ("Paesaggio dolce e salato") di Sigüenza e Atienza si estende dal Parco naturale del Barranco del Río Dulce a sud fino alla città di Atienza a nord, coprendo un'area di 219 km². Questo paesaggio naturale unico è incorniciato dalla brughiera di Sigüenza, uno degli esempi più autentici, caratteristici e meglio conservati di questo tipo di paesaggio nella penisola iberica. L'interazione tra gli esseri umani e questa eccezionale area naturale ha generato un ecosistema unico, che ha preso forma particolarmente durante il Medioevo e da allora non è quasi cambiato. Oggi la zona ospita numerosi piccoli borghi che hanno come principale agglomerato urbano il comune di Sigüenza seguito da Atienza. |

## Patrimoni dell'umanità per comunità autonoma
| Comunità autonoma   | Patrimoni propri | Patrimoni condivisi | Patrimoni totali |
| ------------------- | ---------------- | ------------------- | ---------------- |
| Andalusia           | 7                | 1                   | 8                |
| Aragona             | 2                | 2                   | 4                |
| Asturie             | 1                | 2                   | 3                |
| Canarie             | 4                | -                   | 4                |
| Cantabria           | -                | 2                   | 2                |
| Castiglia e León    | 7                | 2                   | 9                |
| Castiglia-La Mancia | 3                | 2                   | 5                |
| Catalogna           | 5                | 1                   | 6                |
| Comunità di Madrid  | 4                | 1                   | 5                |
| Comunità Valenciana | 2                | 1                   | 3                |
| Estremadura         | 3                | -                   | 3                |
| Galizia             | 3                | 1                   | 4                |
| Isole Baleari       | 3                | -                   | 3                |
| La Rioja            | 1                | 1                   | 2                |
| Navarra             | -                | 2                   | 2                |
| Paesi Baschi        | 1                | 2                   | 3                |
| Regione di Murcia   | -                | 1                   | 1                |

## Monete commemorative
Nel 2010 la Spagna ha iniziato l'emissione di una serie commemorativa di monete da 2 euro dedicata ai suoi Patrimoni dell'umanità. Con 49 siti ufficialmente riconosciuti, la serie potrebbe durare almeno fino al 2058. L'ordine in cui uno specifico sito è rappresentato sulla moneta coincide con l'anno di iscrizione del sito nella lista da parte dell'UNESCO. Le monete già emesse sono:
| Immagine | Anno | №  | Soggetto                                                               | Patrimonio                                                                 | Tiratura  | Emissione        |
| -------- | ---- | -- | ---------------------------------------------------------------------- | -------------------------------------------------------------------------- | --------- | ---------------- |
|          | 2010 | 1  | Grande moschea di Cordova                                              | Centro storico di Cordova                                                  | 4.000.000 | 3 marzo 2010     |
|          | 2011 | 2  | Patio de los Leones                                                    | Alhambra, Generalife e Albayzín, Granada                                   | 4.000.000 | 21 febbraio 2011 |
|          | 2012 | 3  | Cattedrale di Burgos                                                   | Cattedrale di Burgos                                                       | 4.000.000 | 3 febbraio 2012  |
|          | 2013 | 4  | Monastero dell'Escorial                                                | Monastero e sito dell'Escorial, Madrid                                     | 4.000.000 | 2 marzo 2013     |
|          | 2014 | 5  | Parco Güell a Barcellona                                               | Opere di Antoni Gaudí                                                      | 4.000.000 | 17 marzo 2014    |
|          | 2015 | 6  | Bisonte, pittura murale nella Grotta di Altamira                       | Grotta di Altamira e arte rupestre paleolitica della Spagna settentrionale | 4.200.000 | 2 febbraio 2015  |
|          | 2016 | 7  | Acquedotto di Segovia                                                  | Città vecchia di Segovia e il suo acquedotto                               | 3.400.000 | 29 febbraio 2016 |
|          | 2017 | 8  | Chiesa di Santa Maria del Naranco a Oviedo                             | Monumenti di Oviedo e del Regno delle Asturie                              | 500.000   | 6 febbraio 2017  |
|          | 2018 | 9  | Scultura di Santiago e arco della Cattedrale di Santiago di Compostela | Santiago di Compostela (città vecchia)                                     | 300.000   | 7 febbraio 2018  |
|          | 2019 | 10 | Mura di Avila                                                          | Città vecchia di Avila con le sue chiese fuori le mura                     | 500.000   | 20 febbraio 2019 |
|          | 2020 | 11 | Torre della chiesa del Salvador a Teruel                               | Architettura mudéjar d'Aragona                                             | 4.000.000 | 10 giugno 2020   |
|          | 2021 | 12 | Puerta del Sol e dettaglio architettonico della Sinagoga del Tránsito  | Città storica di Toledo                                                    | 4.000.000 | 10 marzo 2021    |
|          | 2022 | 13 | Roque de Agando e un dettaglio della foresta di laurisilva             | Parco nazionale di Garajonay                                               | 1.000.000 | 23 marzo 2022    |
|          | 2023 | 14 | Veduta della Plaza Mayor di Cáceres                                    | Città vecchia di Cáceres                                                   | 1.000.000 | 28 marzo 2023    |